# Museo dell'Opera del Duomo (Siena)
Il Museo dell'Opera della Metropolitana, conosciuto anche come Museo dell'Opera del Duomo di Siena, si trova a fianco della cattedrale, ospitato in quella che sarebbe dovuta essere la navata destra del "Duomo Nuovo", secondo un progetto di ampliamento trecentesco mai portato a compimento.
La galleria raccoglie opere provenienti dalla cattedrale (la "Metropolitana" appunto, essendo sede di un arcivescovo metropolita), tra le quali spicca la gran parte della produzione artistica di Duccio di Buoninsegna, con il capolavoro assoluto della Maestà, che un tempo ornava l'altare maggiore del duomo, e la vetrata dedicata alla Vergine Assunta e che era posta in alto nell'abisde. Facevano parte del corredo della cattedrale anche le sculture di Giovanni Pisano (tolte dalla facciata), di Donatello, di Jacopo della Quercia, di Giovanni Duprè ecc., oggi esposte al piano terra del museo.
Tra le opere pittoriche figurano lavori di Pietro e Ambrogio Lorenzetti, Jacopo della Quercia, Francesco di Valdambrino, Sano di Pietro, Matteo di Giovanni, Domenico Beccafumi e molti altri.

## Storia
Il museo fu costituito nel 1869 e da allora più volte arricchito e rinnovato.

## Percorso espositivo

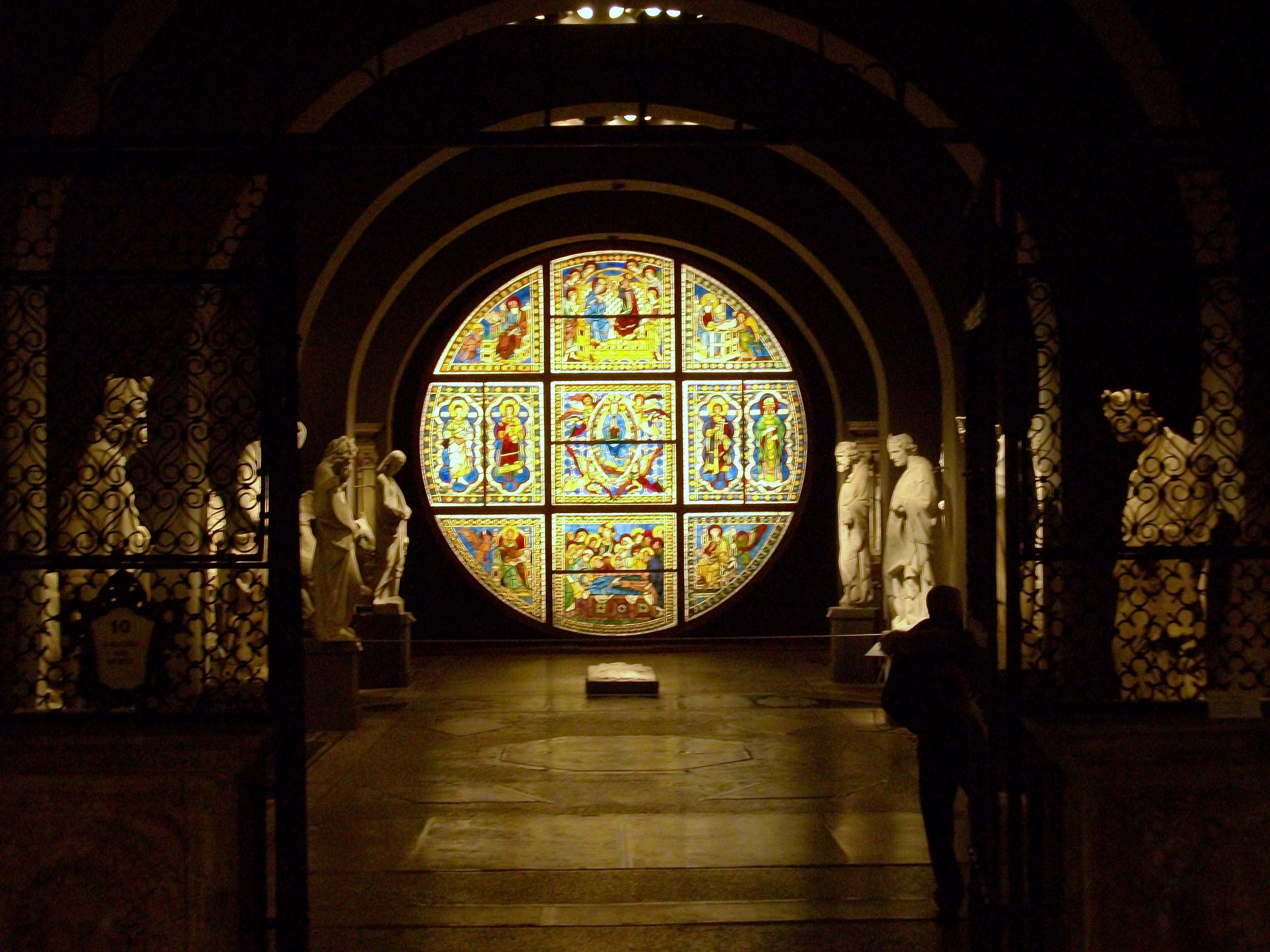
Il Salone con la vetrata di Duccio

### Salone
Si accede al museo da un salone con frammenti architettonici e sculture provenienti sia dalla facciata che dai fianchi e dall'interno del Duomo. 
Una grande cancellata in ferro battuto, quattrocentesca e poggiante su plutei della scuola di Nicola Pisano, divide questo ambiente in due zone. Nella prima spiccano gli altorilievi con l'Annunciazione, la Fuga in Egitto e l'Adorazione dei Magi dalla pieve di Ponte allo Spino presso Sovicille e risalenti alla fine del Duecento. Seguono un fronte di sarcofago di età imperiale con Divinità marine, un pluteo marmoreo con la Mater Ecclesiae tra i simboli degli evangelisti della scuola di Giovanni Pisano, un bassorilievo con San Bernardino di Urbano da Cortona e un Leone di Giovanni Pisano.
Subito dupo la cancellata due lupe senesi già sulle colonne antistanti la facciata del Duomo, una attribuita a Giovanni Pisano e una di Urbano da Cortona. Al centro la Madonna del Perdono di Donatello, dal portale della crociera del Duomo, e il rilievo con la Madonna col Bambino, san Girolamo e il cardinale Antonio Casini in ginocchio di Jacopo della Quercia, opera matura già sull'altare Casini. Le dieci statue addossate ai pilastri sono di Giovanni Pisano (1284-1296) e provengono dalla facciata: da sinistra Mosè, Maria di Mosè, Simeone, una Sibilla, Isaia, Balaam, David, Abacuc, Platone, Salomone. Altre statue trecentesche, tra pilastro e pilastro, sono invece della scuola dell'artista, con probabili interventi del maestro. I due tori e il cavallo sono pure opera di Giovanni Pisano. 
I frammenti della Madonna col Bambino e degli Antenati di Cristo appesi in alto a sinistra sono attribuiti a Giovanni di Cecco (1377 circa) e provengono dall'incorniciatura del rosone. Sulla parete di fondo la grande vetrata dell'Assunta, progettata da Duccio. Sul pavimento la lastra tombale di Tommaso Pecci, trecentesca, e vari frammenti originali del pavimento antistante e interno del Duomo, tra cui l'Ordinazione sacerdotale di Nastagio di Gasparre (1450), sei esagoni con le Età dell'Uomo di Antonio Federighi (1475) e quattro piccoli episodi biblici su disegno del Beccafumi.

### Primo piano

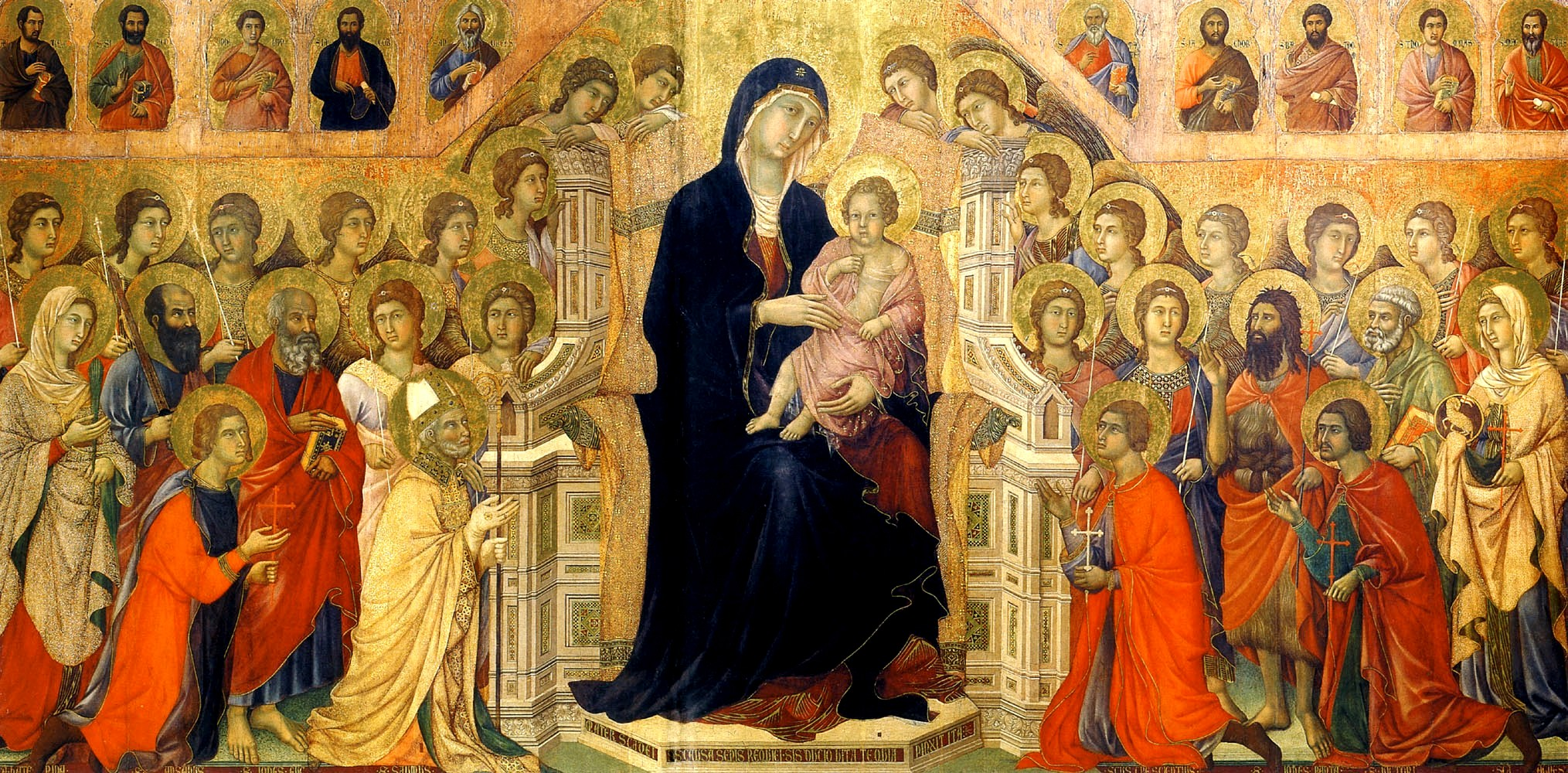
Duccio, Maestà del Duomo di Siena

Al primo piano si apre la Sala di Duccio, dominata dalla Maestà del Duomo di Siena e dai pannelli che ne componevano il retro, la predella e le cuspidi. Capolavoro che apre la stagione gloriosa della pittura senese. La sala ospita un altro capolavoro, la Natività della Vergine (1342) di Pietro Lorenzetti, pure proveniente da un altare del Duomo, e la Madonna di Crevole, opera giovanile di Duccio. 
Una porta a destra conduce a una sala dove tre armadi cinquecenteschi disegnati dal Riccio  conservano statue lignee di Jacopo della Quercia e collaboratori. In un'altra stanza attigua si trovano un crocifisso ligneo trecentesco con due dolenti di Domenico di Niccolò dei Cori, dalla chiesa di San Pietro a Ovile (1417).
Sempre dalla Sala di Duccio si può accedere anche a una sala che contiene elementi architettonici originali del Duomo Nuovo e cartoni ottocenteschi relativi al pavimento del Duomo, nonché i bozzetti per i mosaici della facciata di Alessandro Franchi e Luigi Mussini. Nelle vetrine codici miniati (secoli XIV e XV) e vari disegni relativi a progetti per la cattedrale, tra cui una pergamena con un progetto per il Campanile di Firenze che alcuni ritengono autografa di Giotto. Qui si trova anche la statua bronzea del Cristo risorto di Fulvio Signorini (1592).

### Sala del Tesoro

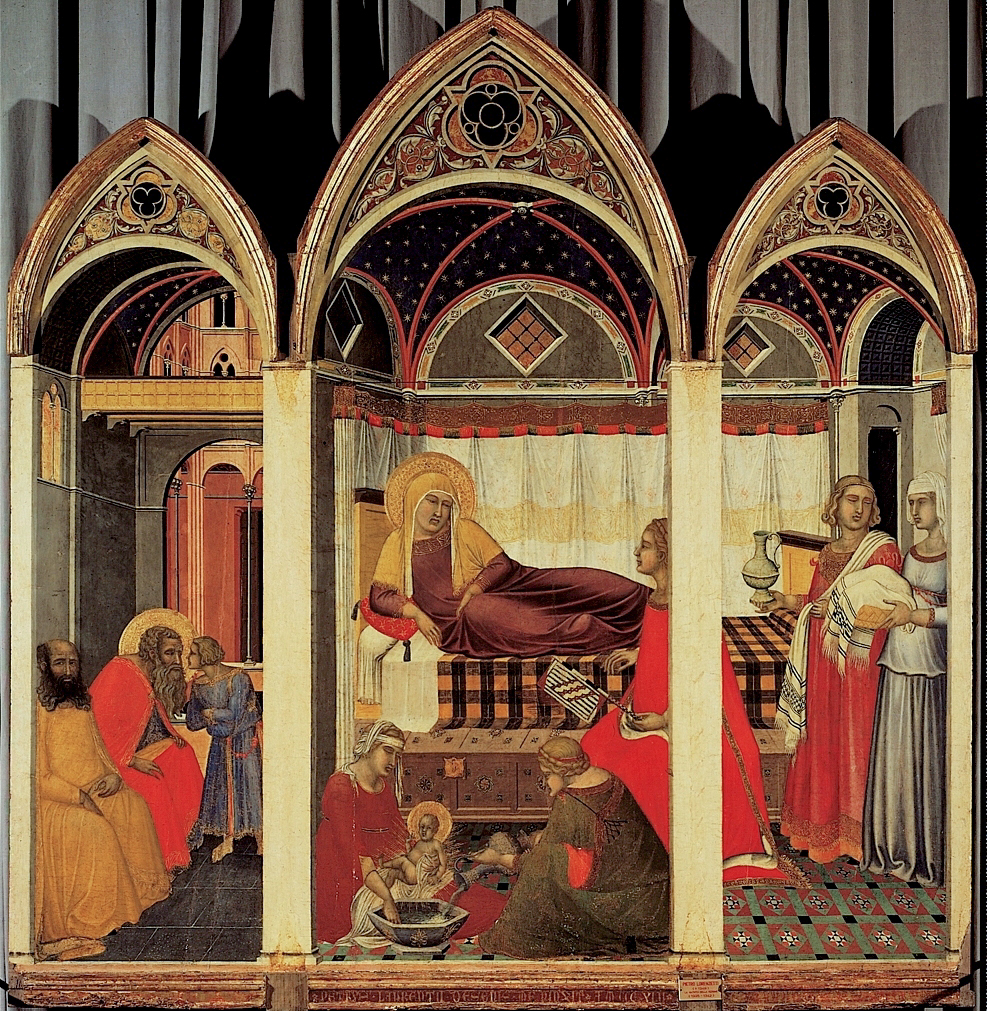
Pietro Lorenzetti, Natività della Vergine

Lungo la scala tra primo e secondo piano, dove è appeso un Crocifisso ligneo del Trecento, si apre la Sala del Tesoro, che conserva gli arredi più preziosi provenienti dalla cattedrale. Spicca al centro il Reliquiario di san Galgano, dall'omonima abbazia, in argento dorato, sbalzato, filigranato e decorato da smalti della fine del Duecento. Dello stesso periodo è la Corona di san Galgano, con smalti. Il Reliquiario di san Clemente invece risale al Seicento ed è in bronzo dorato con applicazioni in cristallo di rocca.
Tra le altre opere di oreficeria spicca il Reliquiario del braccio del Battista di Francesco d'Antonio (1466).
Un San Giovanni proviene da un gruppo della Pietà ed è una scultura in terracotta di Giacomo Cozzarelli probabilmente dal convento dell'Osservanza, mentre la statua di San Savino è di Guido di Giovanni del Tonghio (1395), policromata nel 1400 da Paolo di Giovanni Fei. Tra le altre sculture di dimensioni più piccole un bozzetto di Bernini con San Girolamo, un Crocifisso di Giovanni Pisano, affiancato dalle immagini dipinte dei dolenti di Giovanni di Paolo, i busti lignei policromi dei santi Crescenzio, Vittore e Savino, capolavori di Francesco di Valdambrino del 1409; i dodici bozzetti di statue di apostoli di Giuseppe Mazzuoli erano i modelli di statue già in Duomo e oggi nel Brompton Oratory a Londra. 
Tra i dipinti di piccolo formato una tavola della scuola di Duccio con la Madonna col Bambino.
Una piccola stanza attigua conserva il Tesoro della cappella del Voto, fatto dagli oggetti liturgici donati da Alessandro VII Chigi, comprendenti oggetti con smalti e cristalli di rocca, opera di orefici francesi e tedesco-fiamminghi operanti a Roma nella prima metà del Seicento.

### Secondo piano

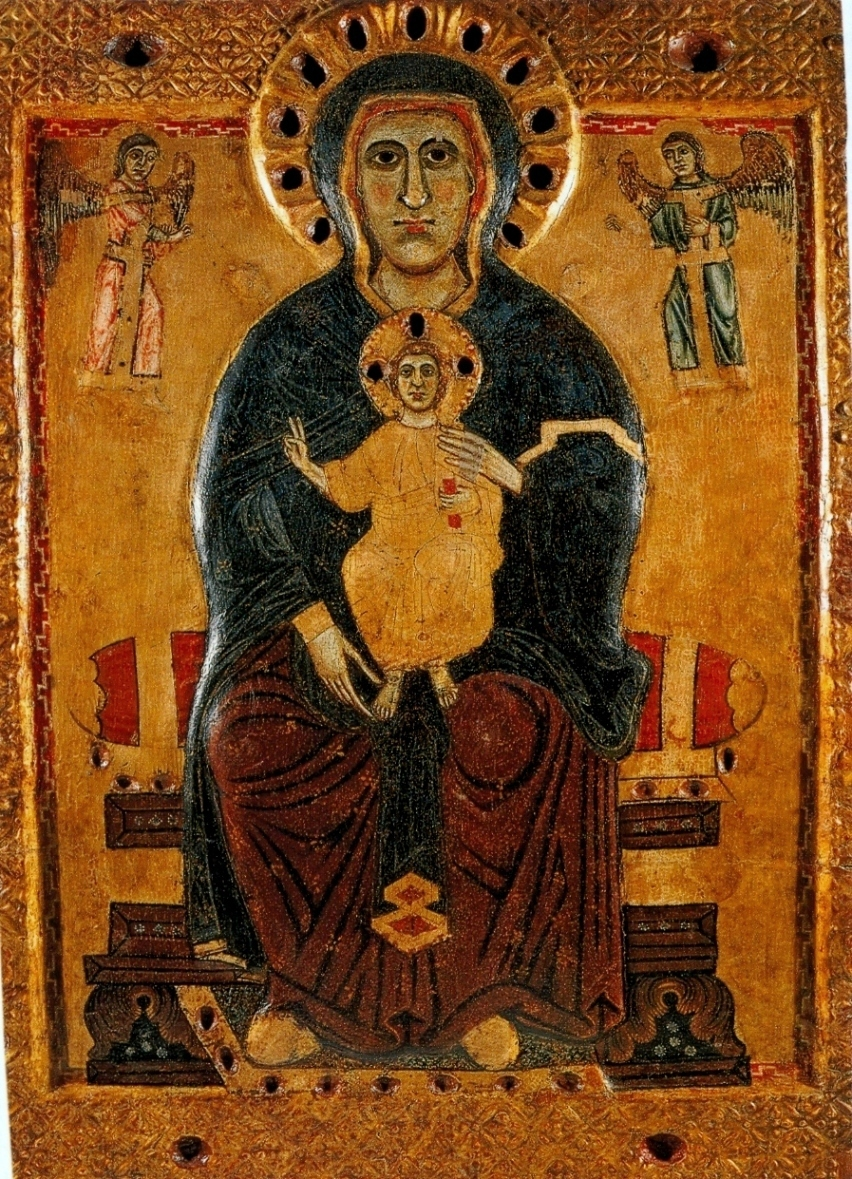
Madonna degli occhi grossi

Al secondo piano si trova la Sala della Madonna degli occhi grossi, che prende il nome da una tavola del secondo quarto del Duecento, attribuita al Maestro di Tressa, dipinta e parzialmente a rilievo, davanti alla quale i rappresentanti della città fecero voto alla vigilia della battaglia di Montaperti (1260). Qui si trovano alcune opere di Sano di Pietro, come la Predicazione di san Bernardino in piazza del Campo e la Predicazione di san Bernardino in piazza San Francesco (1440-1450), che descrivono vivamente gli edifici, gli abbigliamenti e la vita dell'epoca. Suoi sono anche un San Bernardino in gloria su tavola (1450 circa) e una madonna col Bambino, angeli e i santi Apollonia e Bernardino dalla chiesa di Sant'Andrea a Frontignano. 
Quattro santi laterali provengono da un polittico di Ambrogio Lorenzetti (1320-1330) mentre le nove tavolette con gli Articoli del Credo sono attribuite a Giovanni di Bindo. Il San Girolamo è di Giovanni di Paolo e le quattro testate di bara del Sodoma (1426-1427). Altre opere sono gli sportelli dipinti su due facce (Storie della croce e busti di Angeli) di Benedetto di Bindo e aiuti (1411-12) già facenti parte dell'armadio delle reliquie in Duomo, una Madonna col Bambino attribuita al Sassetta (1435 circa), la tavoletta con l'Apparizione di san Francesco al Capitolo di Arles di Giovanni di Paolo, il Polittico della Madonna del Latte e santi di Gregorio di Cecco (1423), la Madonna col Bambino di Pellegrino di Mariano.

### Pianerottolo

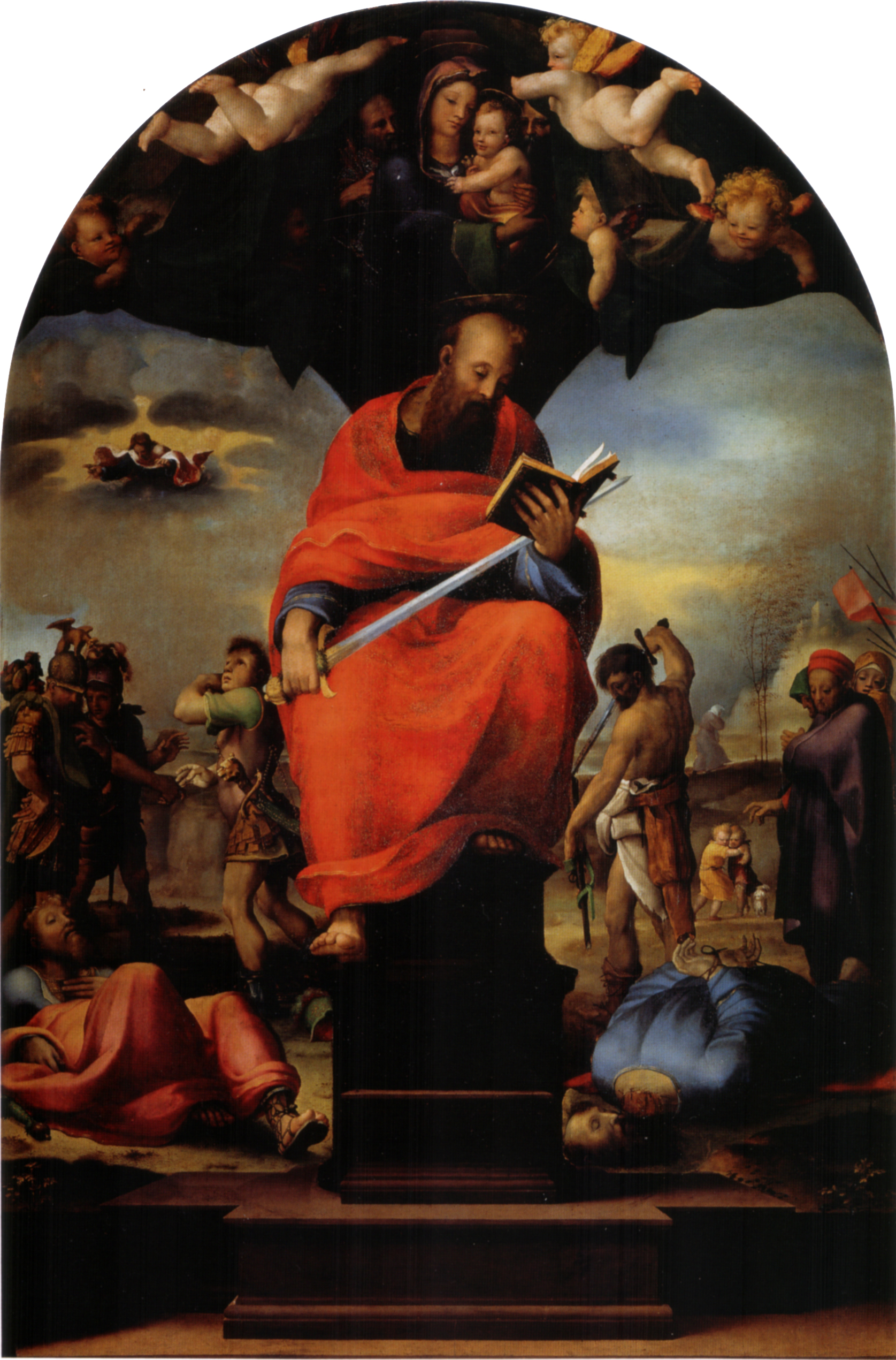
Beccafuni, San Paolo in trono, 1515 circa

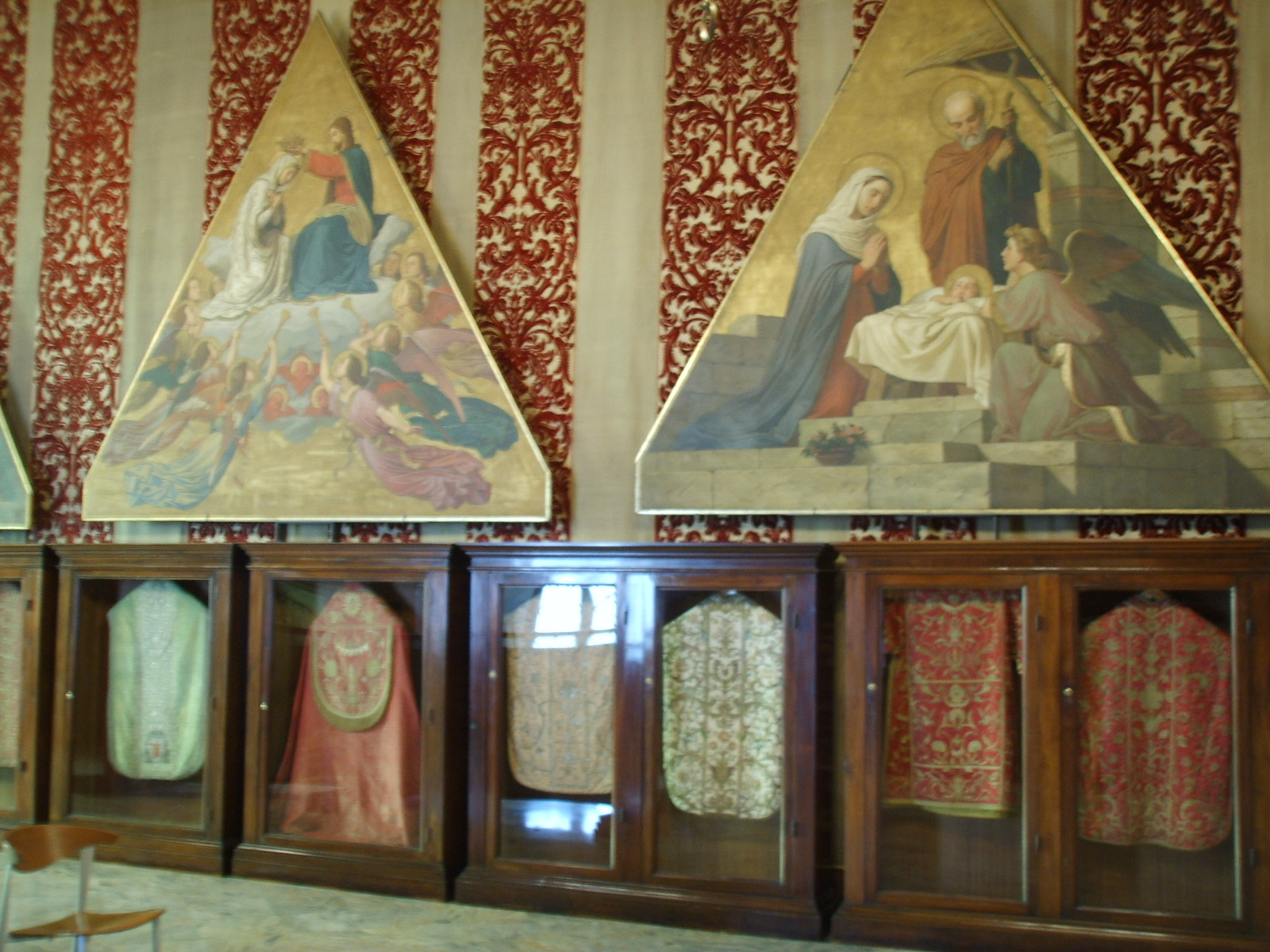
Sala dei Paramenti

Dal pianerottolo si accede anche al Saloncino dei Conversari, dove nel 1777 Vittorio Alfieri lesse pubblicamente alcune delle sue tragedie. Questo ambiente è oggi decorato da varie pitture su tela e su tavola: Sant'Antonio da Padova attribuito a Matteo Balducci, Madonna in trono tra santi di Matteo di Giovanni (1479), Angeli musicanti di Girolamo Magagni detto "Giomo del Sodoma", la Madonna in trono tra i santi Antonio da Padova e Bernardino, prima opera nota di Matteo di Giovanni (firmata e datata 1460), San Paolo in trono di Domenico Beccafumi (1515 circa), la Madonna col Bambino tra i santi Antonio Abate e Agata del Pomarancio (1576), un'Ultima Cena seicentesca di ignoto, San Cosma e San Damiano di Bernardino Mei, Deposizione e Cristo davanti a Pilato di Luca Giordano, la Sacra Famiglia attribuita al Riccio, la Trasfigurazione di Girolamo Genga.
Sotto i dipinti vari paliotti d'altare. Nella parete di passaggio si trova un Angelo annunciante e una Madonna annunciata in terracotta, riferibili all'attività di scultore del Beccafumi (1541 circa).
Segue un ambiente tappezzato dal paramento murale in stoffa dall'ex-convento di Campansi, con una collezione di paramenti sacri dal Cinquecento all'Ottocento. A sinistra, davanti alla finestra, il marmo del Fanciullo addormentato è di Giovanni Duprè.

### Altri ambienti
Attraverso due rampe di scale a chiocciola si arriva alla terrazza sul Facciatone, da cui si gode una straordinaria vista sul Duomo e sulla città. Altre sale sono dedicate alle sculture provenienti dai fianchi del Duomo. L'uscita avviene attraverso il passaggio dalla chiesa di San Niccolò in Sasso sulla retrostante via del Poggio. L'ambiente è caratterizzato da decorazione omogenee della fine del Cinquecento-inizio del Seicento, con stucchi, affreschi e pale d'altare di Francesco e Raffaello Vanni, Rutilio Manetti e Niccolò Tornioli.

## Opere
Maestro di Tressa
- Madonna dagli occhi grossi, 1225 circa

Duccio di Buoninsegna
- Vetrata del Duomo di Siena, 1287-1288
- Madonna di Crevole, 1283-1284 circa
- Maestà del Duomo di Siena, 1308-1311

Pietro Lorenzetti
- Natività della Vergine, 1335-1342
- Cristo risorto, 1336-1337

Donatello
- Madonna del Perdono, 1457-1459

Domenico Beccafumi
- San Paolo in trono, 1515 circa